# Glukosidáza II

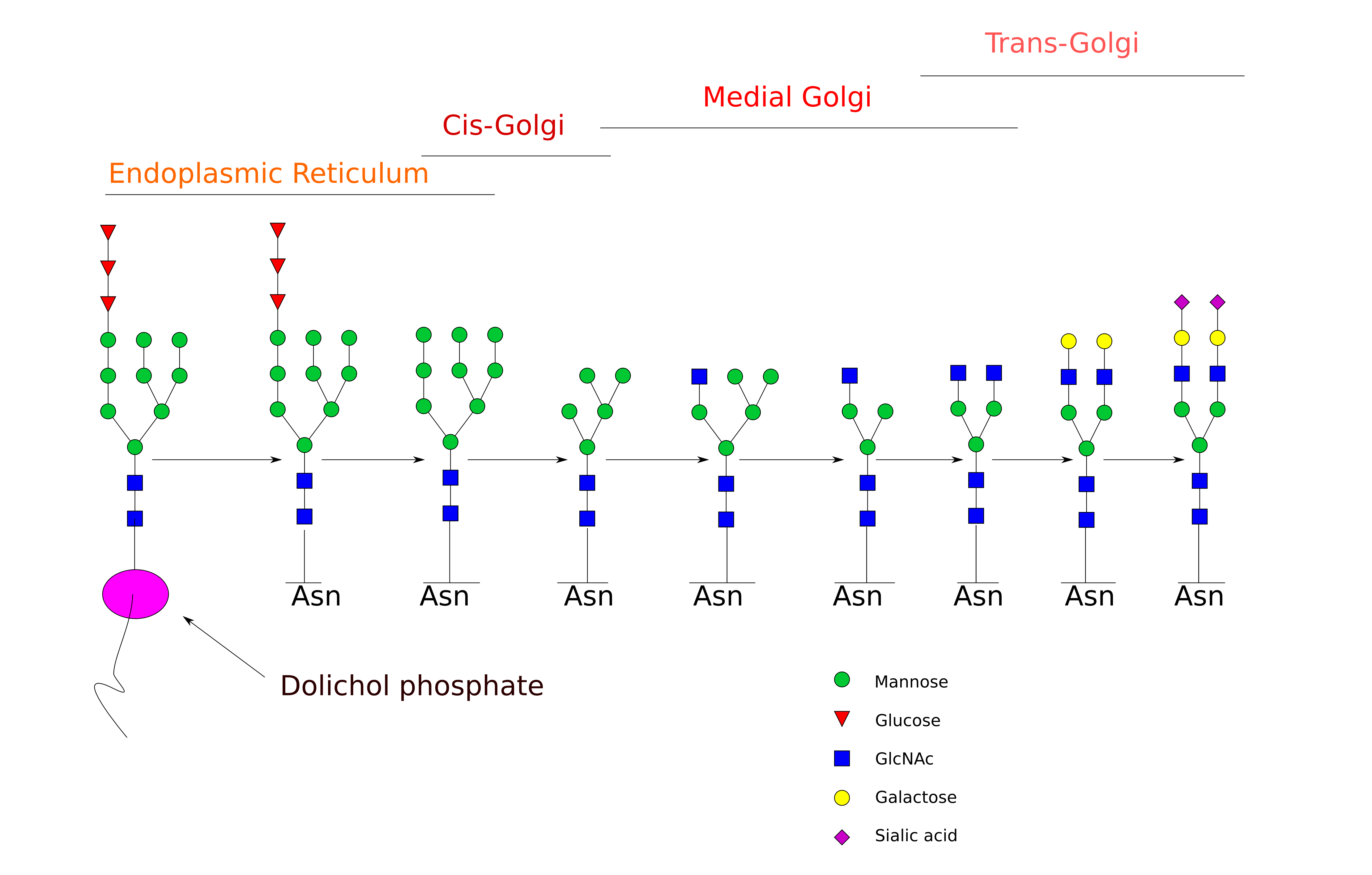
Úpravy N-glykanu po jeho přenesení z dolicholu na protein. Červenými trojúhelníky jsou vyznačeny glukózové jednotky, odstranění dvou nejvnitřnějších katalyzuje glukosidáza II

Glukosidáza II (GluII) je hydrolytický enzym, který v lidských buňkách katalyzuje odstranění (trimming) druhé a třetí glukózy z N-glykanu na N-glykoproteinech. Je to heterodimerní enzym přítomný v endoplazmatickém retikulu.
Poté, co glukosidáza I odštěpí první glukózu, přijde na řadu GluII, která štěpí α-1,3 vazby mezi dvěma vnitřními glukózovými podjednotkami a mezi nejvnitřnější glukózou a navazující manózou. První zmíněná reakce umožňuje asociaci glykoproteinů s ER chaperony, calnexinem a calretikulinem, potažmo také s ERp57 disulfid izomerázou. Tyto enzymy umožňují ER proteinům zaujmout správnou prostorovou konformaci, tedy složit se. Když proběhne i druhý krok, tato asociace s proteiny se ztratí. Je možné ji však znovu obnovit, je-li třeba, a to opětovným dodáním glukózové podjednotky pomocí enzymu UGGT (UDP-glukóza glykoprotein:glukosyl transferáza). To nastává zejména v případě, kdy se při první asociaci s chaperony nepodařilo dosáhnout korektního prostorového uspořádání. 

## Další osud
V tzv. calnexinovém cyklu je protein do doby, než se správně složí, případně pokud tzv. manózový časovač (buď ER manosidáza I, nebo EDEM) neodstraní jednu z devíti manóz, což spouští ERAD dráhu degradace špatně složených proteinů. Část manóz je však zřejmě odstraněna tak či tak v dalších krocích.